# طیر جمله
طیر جمله (به عربی: طیر جملة) یک روستا در سوریه است که در ناحیه مرکزی مصیاف واقع شده‌است. طیر جمله ۱٬۵۸۴ نفر جمعیت دارد.